# La Cabra
La Cabra är en ort i Mexiko.   Den ligger i kommunen Mexquitic de Carmona och delstaten San Luis Potosí, i den centrala delen av landet, 400 km nordväst om huvudstaden Mexico City. La Cabra ligger 1 851 meter över havet och antalet invånare är 185.
Terrängen runt La Cabra är platt åt sydost, men åt nordväst är den kuperad. Terrängen runt La Cabra sluttar österut. Runt La Cabra är det tätbefolkat, med 570 invånare per kvadratkilometer. Närmaste större samhälle är San Luis Potosí, 15,4 km söder om La Cabra. Omgivningarna runt La Cabra är i huvudsak ett öppet busklandskap.